# روزهرانی (ناحیه سویتاوی)
روزهرانی (به چکی: Rozhraní) یک منطقهٔ مسکونی در جمهوری چک است که در ناحیه سویتاوی واقع شده‌است. روزهرانی ۴٫۰۷ کیلومتر مربع مساحت و ۳۳۲ نفر جمعیت دارد و ۳۷۲ متر بالاتر از سطح دریا واقع شده‌است.